# Haditha District
Haditha District (arabiska: قضاء حديثة) är ett distrikt i Irak.   Det ligger i provinsen Al-Anbar, i den centrala delen av landet, 210 km väster om huvudstaden Bagdad.
Följande samhällen finns i Haditha District:
- Ḩadīthah